# Пінбянь-Мяоський автономний повіт
22°59′25″ пн. ш. 103°41′06″ сх. д. / 22.9903° пн. ш. 103.68488° сх. д.
Пінбянь-Мяоський автономний повіт (кит. 屏边苗族自治县, пін. Píngbiān Miáozú Zìzhìxiàn) — один із повітів КНР у складі Хунхе-Хані-Їської автономної префектури, провінція Юньнань. Адміністративний центр — містечко Юйпін.

## Географія
Пінбянь-Мяоський автономний повіт лежить на півдні Юньнань-Гуйчжоуського плато у долині річки Наньсі (басейн Хонгха).

### Клімат
Повіт знаходиться у зоні, котра характеризується вологим субтропічним кліматом. Найтепліший місяць — червень із середньою температурою 21,6 °C. Найхолодніший місяць — січень, із середньою температурою 9,5 °С.
| Клімат повіту Пінбянь-Мяо                          | Клімат повіту Пінбянь-Мяо | Клімат повіту Пінбянь-Мяо | Клімат повіту Пінбянь-Мяо | Клімат повіту Пінбянь-Мяо | Клімат повіту Пінбянь-Мяо | Клімат повіту Пінбянь-Мяо | Клімат повіту Пінбянь-Мяо | Клімат повіту Пінбянь-Мяо | Клімат повіту Пінбянь-Мяо | Клімат повіту Пінбянь-Мяо | Клімат повіту Пінбянь-Мяо | Клімат повіту Пінбянь-Мяо | Клімат повіту Пінбянь-Мяо |
| Показник                                           | Січ.                      | Лют.                      | Бер.                      | Квіт.                     | Трав.                     | Черв.                     | Лип.                      | Серп.                     | Вер.                      | Жовт.                     | Лист.                     | Груд.                     | Рік                       |
| Середній максимум, °C                              | 13,6                      | 16                        | 20,2                      | 23,6                      | 25                        | 25,8                      | 25,5                      | 25,6                      | 24,2                      | 21                        | 18,4                      | 14,6                      | 21,1                      |
| Середня температура, °C                            | 9,5                       | 11,4                      | 14,8                      | 18,1                      | 20,3                      | 21,6                      | 21,3                      | 21,1                      | 19,7                      | 17,2                      | 13,9                      | 10,4                      | 16,6                      |
| Середній мінімум, °C                               | 7                         | 8,6                       | 11,5                      | 14,7                      | 17,2                      | 19                        | 18,8                      | 18,4                      | 17,2                      | 15                        | 11,3                      | 7,9                       | 13,9                      |
| Норма опадів, мм                                   | 37.1                      | 28.6                      | 56.8                      | 98.2                      | 155.1                     | 232.5                     | 325.7                     | 303.7                     | 174.2                     | 93.2                      | 53.8                      | 34                        | 1592.9                    |
| Вологість повітря, %                               | 90                        | 86                        | 83                        | 82                        | 82                        | 86                        | 88                        | 88                        | 87                        | 88                        | 86                        | 88                        | 86                        |
| -------------------------------------------------- | ------------------------- | ------------------------- | ------------------------- | ------------------------- | ------------------------- | ------------------------- | ------------------------- | ------------------------- | ------------------------- | ------------------------- | ------------------------- | ------------------------- | ------------------------- |
| Джерело: Дані метеостанції №56986 (КНР, 1991-2020) |                           |                           |                           |                           |                           |                           |                           |                           |                           |                           |                           |                           |                           |